# Saint-Félix-de-Lunel

Saint-Félix-de-Lunel este o comună în departamentul Aveyron din sudul Franței. În 2009 avea o populație de 395 de locuitori.